# マリオ・ベルメホ
マリオ・ベルメホ・カスタネード（Mario Bermejo Castanedo,1978年10月7日 - ）は、スペイン・サンタンデール出身の元サッカー選手。ポジションはFW。

## 経歴
1996年にプリメーラ・ディビシオン（1部）のラシン・サンタンデールでデビューし、そのシーズンは1試合に出場した。1996-97シーズンはBチームで過ごし、父親がバスク人であったためにアスレティック・ビルバオに完全移籍した。1997-98シーズンのリーグ戦は1試合に出場し、UEFAカップのUCサンプドリア戦にも出場した。1998-99シーズンはセグンダ・ディビシオン（2部）のSDエイバルでプレーし、プロ初得点を決めた。その後3シーズンはセグンダ・ディビシオンB（3部）以下のリーグでプレーし、2002年、プリメーラ・ディビシオン昇格組のレクレアティーボ・ウェルバに完全移籍した。2002-03シーズンは28試合に出場したが、18位でセグンダ・ディビシオンに降格した。2003-04シーズンもチームに残ったが出場機会は減少し、結局レクレアティーボの2シーズンは無得点に終わった。
2004年に同じセグンダ・ディビシオンのラシン・フェロルに移籍すると、39試合25得点で得点王に輝いた。6-1で大勝したUDアルメリア戦では4得点し、その試合はセグンダ・ディビシオンでフェロルが記録した1試合最多得点記録を更新した。その後は1シーズンごとにチームを代え、UDアルメリアではプリメーラ・ディビシオン昇格を、ポリ・エヒドではセグンダ・ディビシオンB降格を経験した。
2008年にヘレスCDに移籍し、34試合に出場してチーム3位の12得点を決めてプリメーラ・ディビシオン昇格に貢献した。すでに30歳であったが、2年間の契約延長を果たし、2009-10シーズンは7シーズンぶりのプリメーラ・ディビシオン挑戦となった。前半戦は3得点のみとクラブの不調に引きずられたが、2010年1月にネストル・ゴロシート新監督が就任するとベルメホの調子も向上し、21節からの出場9試合で6得点を挙げた。2010年5月1日のUDアルメリア戦では後半ロスタイムに得点し、最終節までプリメーラ・ディビシオン残留を争ったが、1シーズンでのセグンダ・ディビシオン降格となった。2009-10シーズンは最終的にチームトップの12得点を挙げ、そのうちの7点（リーグ最多）をヘディングで奪った。

## タイトル
ラシン・フェロル
2004-2005 セグンダ・ディビシオン得点王 (25得点)
 ヘレスCD
2008-2009 セグンダ・ディビシオン